# Programmcode
Als Programmcode (oder Programmkode) werden die Anweisungen bezeichnet, die im Rahmen der Softwareentwicklung für ein bestimmtes Computerprogramm oder einen Teil davon entstehen und die dessen Funktionalität in einer bestimmten Programmiersprache beschreiben bzw. repräsentieren.

## Arten
Im Allgemeinen werden folgende Arten von Programmcode unterschieden bzw. so bezeichnet:
- Quelltext ist die für Menschen lesbare und meist von Menschen erstellte Form eines Computerprogramms.

(wird auch Quell-, Source-, Primärcode oder Quellprogramm genannt)
- Zwischencode wird beim Kompiliervorgang erzeugt und anschließend interpretiert oder in andere formale Sprachen, z. B. Maschinencode, übersetzt.

(wird plattformspezifisch meist unterschiedlich bezeichnet: Bytecode, Objektcode, Pseudocode oder ähnlich)
- Maschinencode kann von einer Maschine direkt ausgeführt werden, ist für Menschen jedoch nicht oder nur schwer lesbar.

(wird auch Maschinenprogramm, Binärprogramm oder ähnlich genannt)
Jeder Programmcode bezieht sich auf genau ein Programm oder einen Programmteil. Die verschiedenen Codearten bauen aufeinander auf; beispielsweise ist der Quelltext die Grundlage für den Zwischencode, dieser für den Maschinencode. In der Regel wird Quelltext von Programmierern erzeugt, die anderen Codearten automatisch generiert. Dabei werden auf der jeweils nächsten Entwicklungsstufe häufig die Programmcodes mehrerer Funktionen/Programmteile zusammengefasst, sodass beispielsweise der Maschinencode eines ganzen Programms (als letzte Stufe) unter Verwendung mehrerer/vieler Programmcode-Teile entstand.

## Abgrenzung/Mehrdeutige Verwendung des Begriffs
- Mit ‚Programmcode‘ ist nicht ‚Code‘ im Sinn von Sprache/Syntax gemeint, sondern im Sinne von ‚Programmstück‘.
- In der Literatur wird der Ausdruck „Programmcode“ zum Teil gleichbedeutend für nur eine der vorgenannten Unterarten verwendet, in vielen Fällen nur für „Quelltext“,[1] aber auch für andere Codearten, zum Beispiel für „Maschinencode“.[2][3]
- Mit deklarativen oder mit grafischen Programmiersprachen erzeugte Anweisungen werden nur teilweise als Programmcode/Quelltext bezeichnet (Beispiel siehe[4]), zum Teil aber auch als „Gegenteil von Programmcode“ (= kein Programm-„Text“), Beispiel siehe.[5]

## Formale Unterschiede
Programmcodevarianten unterscheiden sich bezüglich ihrer Struktur, Form, Syntax, Speicherung etc. je nach Programmiersprache und den verwendeten Programmierwerkzeugen erheblich. Zum Teil fallen nicht alle Codevarianten an (zum Beispiel kein Zwischencode oder kein Maschinencode), oder sie werden mit anderen Bezeichnungen benannt (wie „Bytecode“).

In bestimmten Entwicklungsumgebungen wird zwischen verwaltetem Code und nicht verwalteten Code unterschieden (englisch ‚managed …‘ und ‚unmanaged code‘ genannt), siehe beispielsweise in Java oder auch in den .NET-Sprachen. Bei verwaltetem Code wird unter anderem die Speicherverwaltung weitgehend von der Laufzeitumgebung sowie von deren Übersetzern übernommen.

## Lebensdauer
Im Rahmen der Entwicklung von Programmcode wird dieser meist sehr oft und kurzfristig geändert/korrigiert (Quelltext) bzw. neu erzeugt (die anderen Arten). Programmcodes existieren dabei oft nur temporär bis zum nächsten Arbeitsschritt oder bis zur nächsten Softwareversion, zum Beispiel nach der Korrektur eines Programmfehlers.

## Immaterieller Begriff
‚Programmcode‘ ist ein immaterieller Begriff und kann in unterschiedlichen Medien existieren, beispielsweise im Hauptspeicher eines Editors (während der Erstellung von Quelltext), als Member einer Programmbibliothek oder als ausführbare Datei (wenn er gespeichert wird), im Hauptspeicher des Computers (bei der Ausführung des Programms) oder auf Papier (beispielsweise in einer Quelltextliste).

## Vom Quelltext zur Ausführung
Bevor ein Computerprogramm von einem Computer ausgeführt werden kann, muss es in Maschinensprache, also in eine vom Computer verständliche Folge von Bits, umgesetzt werden. Dies kann entweder vorab durch einen Compiler oder – zur Laufzeit – durch einen Interpreter oder JIT-Compiler geschehen. In vielen Fällen wird mittlerweile eine Kombination aus beiden Varianten gewählt, bei der zur Übersetzungszeit der Quelltext der eigentlichen Programmiersprache in einen abstrakten Zwischencode übersetzt wird, welcher dann zur Laufzeit von einer Laufzeitumgebung durch einen Interpreter oder JIT-Compiler in den eigentlichen Maschinencode überführt wird. Dieses Prinzip hat den Vorteil, dass ein und derselbe Zwischencode auf sehr vielen verschiedenen Rechnerarchitekturen ausführbar ist und somit nicht für jede Zielarchitektur eine eigene Version der Software erscheinen muss. Typische Beispiele für einen solchen Zwischencode sind der Java-Bytecode sowie die Common Intermediate Language. Mittels eines Debuggers kann die Funktionsweise des Programmes zur Laufzeit verfolgt werden.